# فرانك هايز (لاعب كريكت)
فرانك هايز (6 ديسمبر 1946 في المملكة المتحدة - ) (بالإنجليزية: Frank Hayes)‏ هو لاعب كريكت بريطاني. شارك مع منتخب إنجلترا للكريكت. أما مع النوادي، فقد لعب مع نادي مقاطعة لانكشر للكريكت ‏ ونادي مارليبون للكريكت ‏.

## وصلات خارجية
- فرانك هايز على موقع إي آس بي آن كريك إنفو (الإنجليزية)